# Roman Kuntze
Roman Marian Kuntze (ur. 26 stycznia 1902 w Trembowli, zm. 21 lub 22 sierpnia 1944 w Warszawie) – polski docent zoologii, zoogeograf, wykładowca akademicki.

## Życiorys
Urodził się w rodzinie naczelnika sądu Józefa Franciszka Kuntzego i jego żony Heleny Rozyny z domu Strzyżowskiej.
Ukończył II Gimnazjum w Tarnopolu, egzamin dojrzałości złożył w 1920 w III Państwowym Gimnazjum im. Króla Stefana Batorego we Lwowie, a następnie studiował przez cztery lata nauki przyrodnicze na Wydziale Filozoficznym Uniwersytetu Jana Kazimierza. Jego wykładowcą w dziedzinie zoologii był prof. Jan Hirschler, zaś entomologii prof. Jan Kinel i prof. Jarosław Łomnicki. Pod ich kierunkiem pracował od 1921 do 1925 w Muzeum Dzieduszyckich, w 1925 obronił pracę doktorską. Od drugiego roku studiów do 1927 był asystentem na Politechnice Lwowskiej w kierowanym przez prof. Aleksandra Kozikowskiego Zakładzie Ochrony Lasu i Entomologii na Wydziale Rolniczo-Lasowym. W 1931 uzyskał stopień doktora habilitowanego i został wykładowcą systematyki i biologii owadów, fauny kręgowców Polski i zoogeografii na Uniwersytecie Jana Kazimierza we Lwowie. Od 1937 był profesorem nadzwyczajnym zoologii na Szkoła Główna Gospodarstwa Wiejskiego w Warszawie, gdzie wykładał m.in. zoologię, zoologię leśną oraz nauki o występowaniu i życiu szkodników lasu. Kierował Katedrą Zoologii na Wydziale Rolnym.

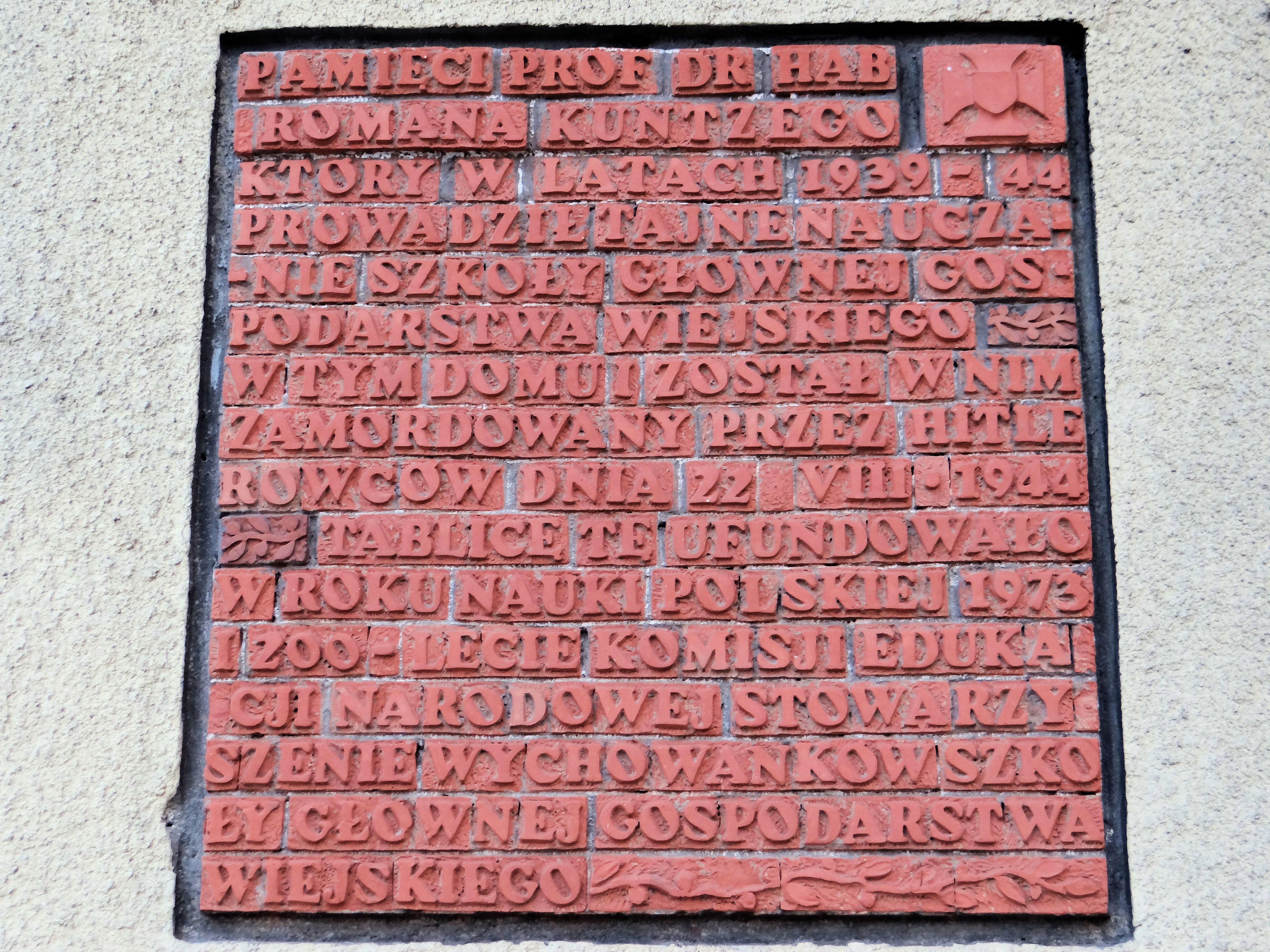
Tablica upamiętniająca Romana Kuntzego przy ul. Kazimierzowskiej 51 w Warszawie

Po wybuchu powstania warszawskiego wraz z żoną i setkami mieszkańców Mokotowa został uwięziony przez Niemców na terenie koszar Stauferkaserne przy ul. Rakowieckiej. Dzięki łapówce wręczonej podoficerowi SS zdołał się wydostać z koszar, lecz około 22 sierpnia 1944 został wraz z kilkunastoma innymi Polakami zamordowany przez żołnierzy niemieckich na terenie domu przy ul. Kazimierzowskiej 51. Został pochowany na nowym cmentarzu na Służewie przy ul. Wałbrzyskiej. W czasie powstania zginęła również jego żona Zofia Kuntze, zastrzelona przez Niemców, gdy z białą chorągiewką zmierzała do koszar Stauferkaserne chcąc dostarczyć paczkę żywnościową jednemu z uwięzionych.
W marcu 1974 tablica upamiętniająca prof. Romana Kuntzego zawisła na ścianie budynku przy ul. Kazimierzowskiej 51 (od strony ul. Madalińskiego), gdzie podczas okupacji niemieckiej prowadził tajne komplety oraz gdzie został zamordowany.

## Praca naukowa
Jego prace badawcze dotyczyły morfologii, systematyki i zoogeografii owadów, genetyki, faunistyki. Badał pasożytnicze błonkówki i muchówki oraz przyczyny masowego występowania gryzoni. Współpracował z Komisją Fizjograficzną i Komisją Geograficzną PAU, Państwowym Muzeum Zoologicznym oraz Pracownią Techniki Ochrony Roślin.

### Członkostwo
- Polskie Towarzystwo Przyrodników im. Kopernika;
- Polskie Towarzystwo Entomologiczne;
- Polskie Towarzystwo Zoologiczne;
- Towarzystwo Naukowe we Lwowie.

## Publikacje
- Przewodnik do określania rzędów, rodzin i rodzajów (współautor: Adam Krasucki)
- Analiza genetyczna gatunku chrząszcza Rynnica olchowa (Melasoma aenea l.)., Część 2 (1922)
- Zastosowanie metody diagnozy różniczkowej do oznaczania podgatunków geograficznych (1927)
- Przyczynek do znajomości fauny Halticinów (Coleoptera) południowo-wschodniej Polski (1928)
- Stanowiska Szczurka Pszczołojada (Merops Apiaster L.) na Małopolskiem Podolu (1929)
- Genetische Analyse der Färbungsvariabilität des Kiefernspinners (Dendrolimus pini L.). (Lepidoptera) (1929, współautor: Gustaw Poluszyński)
- Chrzaszcze i motyle krajowe: przewodnik do określania rodzin i rodzajów (1931, współautor: Jan Kinel)
- Studya porównawcze nad fauną kserotermiczną na Podolu, w Brandenburgii, Austryi i Szwajcaryi (1931)
- Przyczynek do biologji kilku pasorzytów [!] strzygonji choinówki (Panolis flammea Schiff.) - (Lep., Noctuidae) (1933)
- Przyczynki do znajomości fauny ssaków Polski (1934, współautor: Eustachy Szynal)
- Masowy pojaw gryzoni polnych w r. 1930 w południowo-wschodniej Polsce (1934, współautor: Eustachy Szynal)
- Ssaki (Mammalia) (1935)
- Charakterystyka faunistyczna Łysej Góry pod Lackiem w powiecie złoczowskim (1936)
- Krytyczny przegląd szkodników z rzędu chrząszczy zarejestrowanych w Polsce w latach 1919-1933 (1936)
- Szkodniki nasion jodły występujące w południowej Polsce (1936, współautor: Aleksander Kozikowski)
- Krytyczny przegląd wiadomości o szkodliwych gryzoniach zebranych przez Stację Ochrony Roślin w Polsce w latach 1919 - 1933 (1937)
- Zarys zoogeografii polskiego Podola (1938, współautor: Jan Noskiewicz)
- Zarys zoologii ogólnej (1943)
- Zarys zoologii systematycznej (1944)